# Абзалов, Ариф
Ариф Абзалов (1905 — ?) — председатель исполкома Орджоникидзевского районного Совета депутатов трудящихся Ташкентской области, Герой Социалистического Труда (1957)

## Биография
Родился в 1905 году. Член КПСС с 1929 года.
С 1917 года — батрак, слушатель рабфака, арматурщик в Красновосточных мастерских, на советской и партийной работе в Узбекской ССР, участник Великой Отечественной войны, парторг 379-го артполка 333-й стрелковой дивизии, начальник политотдела Бухарского облвоенкомата, на советской работе в Узбекской ССР, председатель Орджоникидзевского райисполкома Ташкентской области.

### Трудовой подвиг
За выдающиеся успехи, достигнутые в деле развития советского хлопководства, широкое применение достижений науки и передового опыта в возделывании хлопчатника и получение высоких и устойчивых урожаев хлопка-сырца присвоить звание Героя Социалистического Труда с вручением ордена Ленина и золотой медали «Серп и Молот» Абзалову Арифу.

Умер после 1985 года.

## Публикации
- Герой Социалистического Труда А. Абзалов. Охотничье хозяйство Узбекистана // журнал «Охота и охотничье хозяйство», № 5, 1974. стр.2-3